# Poldervaaggronden
Een poldervaaggrond is een bodemtype binnen het Nederlandse systeem van bodemclassificatie. Ze behoren tot de hydrokleivaaggronden: het zijn zavel- en kleigronden waarin periodieke hoge grondwaterstanden kunnen voorkomen. Ze hebben geen veen binnen 80 cm en geen donkere bovengrond. Het is de meest voorkomende subgroep in Nederland: zij omvat alle komgronden en vrijwel alle jonge zeekleigronden.
Poldervaaggronden kunnen zowel een zware als een lichte textuur hebben. In de ondergrond kunnen klei- en zandlagen voorkomen. Het stadium van ontkalking kan zowel beginnend als vergevorderd zijn. De gronden kunnen daardoor zowel kalkrijk als kalkloos zijn. In poldervaaggronden heeft reeds enige bodemvorming plaatsgevonden. De gronden zijn geheel gerijpt. Vergelijkbare kleigronden met een niet gerijpte ondergrond worden tot de nesvaaggronden gerekend. Gronden met veen in de ondergrond behoren tot de drechtvaaggronden.
| Horizont | Diepte   | Omschrijving |
| -------- | -------- | --- |
| Ap       | 0–22 cm  | donker grijsbruine, matig humusarme, kalkrijke, uiterst fijnzandige lichte klei met vrij kleine, matig ontwikkelde, afgerond blokkige, matig poreuze structuur |
| Ap2      | 22–30 cm | als Ap1, maar met goed ontwikkelde, scherp-blokkige, structuur; ploegzool |
| Cg1      | 30–50 cm | grijze, humusarme, zeer kalkrijke, uiterst fijnzandige zware zavel, roestvlekken, grote, zeer zwak ontwikkelde, samengestelde ruwe prismatische structuur opgebouwd uit kleine zwak ontwikkelde, poreuze, afgerond-blokkige elementjes, naar onderen overgaand in een sponsstructuur |
| Cg2      | 50–80 cm | als Cg1, maar iets lichter van kleur, bevat schelpen en schelpgruis; sponsstructuur |
| Cg3      | > 80 cm  | grijze, humusarme, zeer kalkrijke, uiterst fijnzandige zware zavel; minder roestvlekken dan in bovenliggende lagen, sterk gelaagd |